# Бербіське повстання рабів
Бербіське повстання рабів — повстання рабів у Гаяні, яке почалося 23 лютого 1763 року і тривало до грудня, лідерами якого був Коффі. Перше велике повстання рабів у Південній Америці, яке розглядається як головна подія в антиколоніальній боротьбі Гаяни. Коли в 1970 році Гаяна стала республікою, держава оголосила 23 лютого днем пам'яті про початок повстання рабів у Бербісі.

## Фон
Колонія Бербіс спочатку була спадковим володінням родини Ван Пір. Після відмови заплатити викуп, якого вимагав французький капер Жак Кассар, колонія перейшла в руки чотирьох амстердамських купців, які заснували Товариство Бербіс як публічну компанію, зареєстровану на Амстердамській фондовій біржі. Колонія не була дуже успішною порівняно з іншими колоніями, тому що вона платила акціонерам лише 4 % дивідендів.
У 1762 році населення голландської колонії Бербіс включало 3833 чорношкірих рабів , 244 рабів-індіанців або корінних жителів і 346 білих. Семирічна війна призвела до скорочення поставок колонії, що призвело до голоду серед рабів. Наприкінці 1762 року у форті спалахнула хвороба, і багато солдатів померли або захворіли. 3 липня 1762 року Лоренс Кунклер, власник плантації Goed Fortuin, вирушив до форту Нассау. Раби використали цю нагоду, щоб здійснити набіг на плантацію та сховатися на острові високо вгорі по річці. Тубільні солдати (особливо «каріби» та араваки) мали вирішальне значення для голландських зусиль повернути Бербіс, оскільки їх розвідка та переслідування повстанських військ у внутрішніх районах запобігли формуванню маронських громад, подібних до тих, що проживали в Суринамі. Солдати, незважаючи на допомогу з боку союзників-тубільців, не змогли відбити острів, доки повстанці не були змушені покинути його 8 або 9 серпня, ймовірно, через брак їжі.

## Повстання
23 лютого 1763 року протестуючи проти жорстокого та нелюдського поводження повстали раби на плантації Магдалененберг на річці Канье в Бербісі. Вони підпалили будинок плантації і рушили до річки Курантин, де на них напали кариби і війська під командуванням губернатора Суринаму Вігбольда Кроммеліна і вбили їх. 27 лютого 1763 року відбулося повстання на плантації Голландія на річці Бербіс поблизу Лілієнбурга, де Коффі був рабом і працював бондарем. Кажуть, він організував їх у військову частину. Відтоді повстання поширилося на сусідні плантації.
У форті Нассау мало бути 60 солдатів; однак на момент повстання у форті було лише 18 осіб, включаючи цивільну міліцію. Коли плантація за плантацією потрапляла під контроль рабів, голландські поселенці втекли на північ, а повстанці почали захоплювати контроль над регіоном. Майже рік повстанці утримували південний Бербіс, тоді як білі змогли утримати північ. Згодом залишилася лише близько половини білого населення, яке жило в колонії.
Чисельність повстанців становила близько 3000 осіб і загрожувала європейському контролю над Гвіанами. Коффі був призначений політичним лідером, а Аккара — військовим. Коффі намагався зберегти захоплені плантації, щоб запобігти голоду. Губернатор ван Гугенхайм звернувся до Генеральних штатів з проханням про військову допомогу. 28 березня 1763 року із Суринаму прибув корабель Betsy зі 100 солдатами. Колишні раби були вигнані назад, і в Де Дагерааді було створено табір. 2 квітня 300—400 повстанців на чолі з Аккарою атакували табір, який утримався та відтіснив їх назад.

## Придушення
Коффі зв'язався з ван Гугенхаймом і сказав, що він шкодує про напад, і почав мирні переговори, пропонуючи розділити Бербіс на європейську та африканську частини. Губернатор відповів, що Амстердам повинен ухвалити рішення, і що це може зайняти три-чотири місяці. У квітні з Барбадосу прибули 200 військових, оскільки було надіслано повідомлення Гедні Кларку, який також володів сімома плантаціями в голландських колоніях, а в травні військову допомогу надав Сінт-Естатіус. Тим часом звістка про події дійшла до Амстердама. 21 травня 1763 року газета Amsterdamsche Courant повідомила про повстання рабів. Купці зажадали діяти, і до Бербіса відпливли шість кораблів із загальною кількістю 600 осіб. Фельдмаршалу фон Брансвік-Вольфенбюттелю було доручено розробити план відвоювання колонії.
19 жовтня 1763 року губернатору доповіли, що капітан Атта підняв повстання проти Коффі і що Коффі покінчив життя самогубством. Це скасувало мирні переговори; однак колоністи вже підкріпилися прибуттям солдатів.
1 січня 1764 року прибули шість кораблів, забезпечивши стартовий сигнал для експедицій проти повсталих рабів. Повстанці зазнавали поразки. Капітан Атта та Аккара були захоплені в полон, тоді Аккара змінив сторону та 15 квітня 1764 року допоміг голландцям захопити капітана Аккабре, останнього з повстанців. Голландці стратили багатьох повстанців за участь у повстанні. Оцінки коливаються від 75 до 128 осіб (125 чоловіків і 3 жінки). Це призвело до повторного захоплення колонії влітку 1764 року та жахливих наслідків. Близько 1800 повстанців загинули, 24 були спалені живцем. Капітан Аккара був помилуваний, а пізніше служив вільновідпущеним у морській піхоті під керівництвом свого колишнього ворога Фуржу. У листопаді 1764 року населення колонії зменшилося до 1308 рабів-чоловіків, 1317 жінок, 745 дітей і 115 білих, включаючи нещодавно придбаних рабів.

## Наслідки
Дуже мало змінилося після повстання рабів Бербіса. Товариство Бербіса скаржилося на кількість страт після повстання, однак вони були стурбовані своєю репутацією та втратою цінних рабів. Голландські газети багато висвітлювали повстання, вони швидко втратили інтерес після придушення повстання. Остання публікація на цю тему була 19 вересня 1764 року в Leeuwarder Courant, яка опублікувала сенсаційну розповідь очевидців про страти.
Під час боїв форт Нассау був покинутий і підпалений, щоб запобігти його потраплянню в руки ворога. У 1785 році було вирішено перенести уряд до форту Сінт-Андріс, який у 1791 році було перейменовано на Новий Амстердам. Товариство Бербіса мало серйозні фінансові проблеми після повстання і звернулося до штатів Голландії (уряд провінції) про позику. У 1773 році Товариство Бербіса повернуло 134 815 фунтів стерлінгів із 786 354 фунтів стерлінгів і попросило відстрочку платежу, що було надано. Немає записів про те, що залишок суми або відсотки коли-небудь були сплачені. У лютому 1765 року син Гедні Кларка надіслав рахунок на суму 41 060 фунтів стерлінгів за свою допомогу, яка так і не була сплачена.
Кілька років потому в Суринамі раби-втікачі на чолі з Боні напали на плантації. Боні намагався укласти мирний договір подібний до того, який уклали Ндюка та Сарамака у 1760 та 1762 роках, але замість цього була оголошена війна. Причина, чому Товариство Суринаму змінило свою позицію, невідома; однак такі люди, як Ліхтвельд, вказували на повстання рабів у Бербісі. У середині 1770-х років військові офіцери, які керували повстанням Бербіса, були направлені до Суринаму.

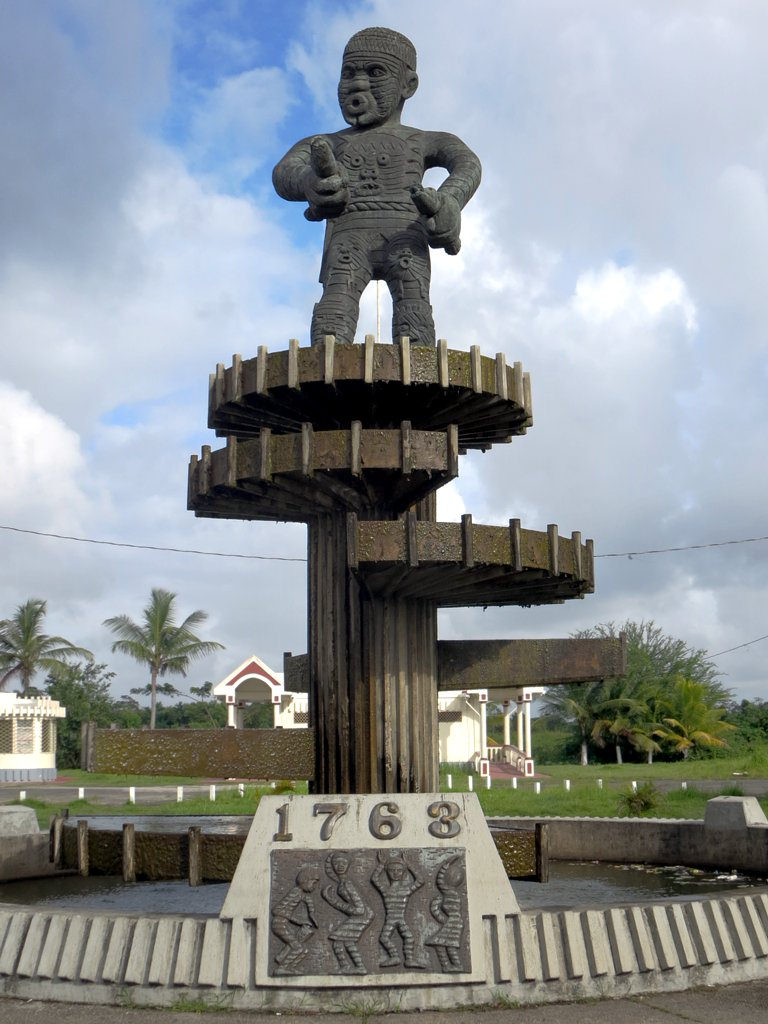
Пам'ятник 1763 року на площі Революції в Джорджтауні, Гаяна, спроектований гаянським художником Філіпом Муром

## Спадщина
23 лютого Кофі вшановується як національний герой Гаяни. У 1976 році на Площі Революцій у столиці Джорджтауні йому був встановлений бронзовий пам'ятник. Пам'ятник визнано національним монументом.

## Подальше читання
- Hartsinck, J.J. (1770), Beschryving van Guiana, of de wilde kust in Zuid-America, Amsterdam: Gerrit Tielenburg
- Kars, Marjoleine (2020), Blood on the River: A Chronicle of Mutiny and Freedom on the Wild Coast, The New Press, ISBN 9781620974599
- Netscher, Pieter Marinus (1888). Geschiedenis van de koloniën Essequebo, Demerary en Berbice, van de vestiging der Nederlanders aldaar tot op onzen tijd (нід.). The Hague: Martinus Nijhoff.
- Smith, Raymond T. (2000). History: Early Settlement And The Period of Dutch Control. The Negro Family in British Guiana. London: Routledge & Kegan Paul Limited. ISBN 0415863295. {{cite book}}: |access-date= вимагає |url= (довідка); |archive-url= вимагає |url= (довідка)
- Storm van 's Gravesande, Laurens; Villiers, J.A.J. de (1920). Storm van 's Gravesande: zijn werk en zijn leven uit zijne brieven opgebouwd (нід.). The Hague: Nijhoff.
- Williams, Brackette (1990), Dutchman Ghosts and the History Mystery: Ritual, Colonizer, and Colonized Interpretations of the 1763 Berbice Slave Rebellion, Journal of Historical Sociology, 3 (2): 133—165, doi:10.1111/j.1467-6443.1990.tb00094.x.